# Família Vende Tudo
Família Vende Tudo é um filme brasileiro do gênero de drama de 2011, dirigido por Alain Fresnot.

## Enredo
Enfrentando diversos problemas financeiros no interior do nordeste, Ariclenes (Lima Duarte) e Cida (Vera Holtz) decidem usar a própria filha Lindinha (Marisol Ribeiro) para aplicar o golpe da barriga. Junto com o filho mais velho, o pastor evangélico Webster (Robson Nunes), eles partem em uma caravana atrás do cantor Ivan Carlos (Caco Ciocler), um astro da música brega que enlouquece suas fãs com suas letras eróticas e uma fama de mulherengo insaciável. A família decide fazer de tudo para que Lindinha consiga chegar perto do astro durante a saída de um de seus shows e tenha um encontro com ele no dia mais propício para que engravide, contando com o fato de que a pensão do futuro neto ajudara-os a fugir da pobreza. O que ninguém sabe é que Ivan é secretamente casado com Jennifer (Luana Piovani), não revelando a ninguém para manter a fama de conquistador de suas músicas. A trama segue a perda de inocência de Lindinha, usada pela família como um produto para o bem pessoal.

## Elenco
Abaixo o elenco principal do longa.
- Marisol Ribeiro como Lindinalva da Silva (Lindinha)
- Caco Ciocler como Ivan Cláudio
- Luana Piovani como Jennifer
- Lima Duarte como Ariclenes da Silva
- Vera Holtz como Maria Aparecida da Silva (Cida)
- Robson Nunes como Webster da Silva
- Ailton Graça como Oberdã
- Imara Reis como Eunice
- Marisa Orth como Bispa Marisa
- Beatriz Segall como Vivi Penteado
- Neusa Maria Faro como Rosário
- Juliana Galdino como Glória
- Carol Leidefarb como Iracema
- Cláudia Juliana como Jandira
- Babu Santana como Babão
- Raphael Rodrigues como Bira

## Recepção
Francisco Russo em sua crítica para o AdoroCinema avaliou o filme como "muito ruim" dizendo que "conta com bons personagens populares, que individualmente possuem brilho pelo raciocínio inusitado e, ao mesmo tempo, com uma lógica própria. O grande problema é o modo como o roteiro desenvolve a história, abusando de situações artificiais e piadas tolas, algumas até mesmo infames."
Alysson Oliveira do Cineweb escreveu: "De um filme cujo título nos créditos iniciais aparece na etiqueta de uma calcinha barata, pode-se esperar tudo, menos bom gosto. (...) Um a um, os personagens de 'Família Vende Tudo' mostram-se corruptíveis. Se todos são imorais, o filme em si é extremamente amoral, debochando sem dó da classe C, partindo de preconceitos numa visão mundo-cão que ficaria bastante confortável em qualquer programa sensacionalista da televisão. Não há qualquer preocupação em entender personagens, construir tramas, dramas e conflitos. A opção do diretor e roteirista do filme é simplesmente pelo escracho, forçando preconceitos ao extremo."